# Richard Poe
Richard Poe (Portola, 25 januari 1946) is een Amerikaans acteur. 

## Biografie
Poe is geboren in Portola, maar verhuisde in zijn tiener jaren naar Pittsburg (Californië) waar hij de high school volgde. Hierna ging hij naar de universiteit van San Francisco waar hij zijn diploma haalde in 1967. Na zijn studie nam hij dienst in de United States Army en vocht mee in de Vietnamoorlog. 
Poe begon met acteren in het theater met off-Broadway producties, hij maakte in 1986 zijn debuut op Broadway met het toneelstuk Execution of Justice. Hierna heeft hij nog meerdere rollen gespeeld op Broadway en off-Broadway.
Poe begon in 1983 met acteren voor televisie in de film Mystery Mansion. Hierna heeft hij nog meerdere rollen gespeeld in films en televisieseries zoals Born on the Fourth of July (1989), Star Trek: The Next Generation (1994), Star Trek: Deep Space Nine (1994), The Peacemaker (1997) en Transamerica (2005).
Poe is in 2003 getrouwd.

## Filmografie

### Films
Uitgezonderd korte films.
- 2021 Tales of the City - als Edgar Halcyon
- 2018 Hot Air - als stem
- 2016 Letters from Baghdad - als Standard Oil man (stem)
- 2013 Delivery Man - als bankmedewerker
- 2008 Burn After Reading – als cliënt van gymleraar
- 2007 The Warrior Class – als politierechter
- 2005 Transamerica – als John
- 1997 The Peacemaker – als technicus van DOE Haz-mat
- 1996 The Prosecutors – als Roy Mariello
- 1994 Speechless – als Tom
- 1993 The Night We Never Met – als barkeeper
- 1992 Teamster Boss: The Jackie Presser Story – als bisschop
- 1990 A Promise to Keep – als ??
- 1989 Born on the Fourth of July – als Frankie
- 1983 Mystery Mansion – als Adam Drake

### Televisieseries
Uitgezonderd eenmalige gastrollen.
- 2020 Search Party - als Wallace - 2 afl.
- 2015 Gotham - als mr. Kean - 2 afl.
- 2013 - 2014 It Could Be Worse - als Leo Gordon - 7 afl.
- 2011 Army Wives - als rechter Marcus Harper - 2 afl.
- 2009 Heckle U – als stem van basketbal - 3 afl.
- 1994 – 1995 The 5 Mrs. Buchanans – als Ed Buchanan – 3 afl.
- 1995 A Whole New Ballgame – als Joe – 3 afl.
- 1994 Star Trek: Deep Space Nine – als Gul Evek – 3 afl.
- 1994 Star Trek: The Next Generation – als Gul Evek – 2 afl.
- 1993 Frasier – als Chopper Dave – 2 afl.

### Computerspellen
- 2010 BioShock 2 – als pastoor Simon Wales / toegevoegde stemmen

## Theaterwerk opBroadway[1]
- 2014 All The Way - als diverse rollen
- 2012 - 2013 Nice Work If You Can Get It - als senator Max Evergreen (understudy)
- 2010 Present Laughter – als Henry Lyppiatt
- 2008 Cry-Baby – als rechter Stone
- 2007 Journey's End – als kolonel
- 2006 The Pajama Game – als Hasler
- 2004 – 2006 Fiddler on the Roof – als commissaris
- 2001 The Adventures of Tom Sawyer – als Lanyard Bellamy
- 1997 – 1998 1776 – als John Hancock
- 1995 – 1996 Moon Over Buffalo – als George Hay / Richard Maynard
- 1991 Our Country's Good – als kapitein Arthur Phillips / John Wisehammer
- 1988 – 1990 M. Butterfly – als Rene Gallimard / Marc
- 1987 Broadway – als Steve Crandall
- 1986 Execution of Justice – als understudy voor diverse rollen

- International Standard Name Identifier: 0000 0000 6383 7247
- Library of Congress Control Number: n92061179
- MusicBrainz: ebc5a9e2-54fd-4ae6-9534-e87609841a87
- Nationale bibliotheek van Australië: 40684079
- Nationale Bibliotheek van Israël: 987007316193405171
- Nederlandse Thesaurus van Auteursnamen: 294276815
- Réseau des bibliothèques de Suisse occidentale: 02-A013588093
- Virtual International Authority File: 6589955
- WorldCat: E39PBJrGvKDm8bJ8HYTYbVrTHC

1. ↑  (en) Bron theaterwerk op Broadway